# Xlendi
Xlendi (sino al 1934 in italiano Scilendi) è un villaggio di pescatori a Malta situato sulla costa sud-occidentale dell'isola del Gozzo. Appartiene al Consiglio Locale di Monsciar. 
L'economia è basata principalmente sul turismo e sulla pesca. Dal 2010 Scilendi possiede un mini consiglio formato da cinque persone che si occupano delle attività principali della zona.